# Пон-л’Аббе
Пон-л’Аббе (фр. Pont-l’Abbé, брет. Pont-'n-Abad) — коммуна на северо-западе Франции, находится в регионе Бретань, департамент Финистер, округ Кемпер, центр кантона Пон-л’Аббе. Центр исторической области Земля Бигуден, расположена в крайней юго-западной части полуострова Бретань, в 19 км к юго-западу от Кемпера, на побережье большого риа Бискайского залива (фр. Rivière de Pont-l'Abbé).
Население (2019) — 8369 человек.

## История
Присутствие человека на территории Понт-л’Аббе подтверждается c палеолита. На территории коммуны также были найдены фрагменты поселения галльского периода.  В римские времена через существовавшее здесь поселение шла дорога из Кемпера к мысу Пенмарк.
Считается, что свои названием коммуна обязана монахам аббатства Локтюди, построившим в VII веке первый мост через риа, позже известный как бухта Понт-л’Аббе.  До XII века поселение принадлежало аббатству Локтюди, а затем было пожаловано местной дворянской семье, ставшей благодаря этому семейством Понт-л’Аббе.
В Средневековье гавань Пон-л’Аббе имела большое значение как для рыболовства, так и морской торговли. Ныне же она используется преимущественно в туристическом бизнесе.
В нынешнем виде коммуна была образована в 1789 году путем объединения нескольких рядом расположенных сельских поселений. Во время Великой Французской революции коммуна называлась Пон-Марат.

## Достопримечательности
- Шато Пон-л’Аббе XIV века; в настоящее время здесь располагаются мэрия и краеведческий музей Бигуден
- Готическая церковь Нотр-Дам-де-Карм XIII-XIV веков
- Бывшая готическая церковь Святого Жака; ее колокольня была снесена в 1675 году по приказу губернатора Бретани герцога Шольна в качестве наказания за участие жителей коммуны в Восстании гербовой бумаги
- Усадьба Кернюс XIX века
- 4-километровая пешеходная набережная вдоль бухты Понт-л’Аббе в направлении Локтюди с живописными видами

## Экономика
Структура занятости населения:
- сельское хозяйство — 0,6 %
- промышленность — 6,7 %
- строительство — 6,1 %
- торговля, транспорт и сфера услуг — 38,1 %
- государственные и муниципальные службы — 48,6 %

Уровень безработицы (2018) — 13,6 % (Франция в целом —  13,4 %, департамент Финистер — 12,1 %). 

Среднегодовой доход на 1 человека, евро (2018) — 21 440 (Франция в целом — 21 730, департамент Финистер — 21 970).

## Демография
Динамика численности населения, чел.

## Администрация
Пост мэра Пон-л'Аббе с 2016 года занимает член партии Республиканцы Стефан Ле Доаре (Stéphane Le Doaré), член Совета департамента Финистер от кантона Пон-л’Аббе. На муниципальных выборах 2020 года возглавляемый им правый список победил в 1-м туре, получив 53,27 % голосов.
| Период | Период | Фамилия          | Партия                                                              | Примечания                                                         |
| ------ | ------ | ---------------- | ------------------------------------------------------------------- | ------------------------------------------------------------------ |
| 1958   | 1983   | Анри-Морис Бенар | Народно-республиканское движение Объединение в поддержку Республики | хирург, член Генерального совета департамента                      |
| 1983   | 1995   | Себастьян Жоливе | Объединение в поддержку Республики                                  | нотариус, член Генерального совета департамента                    |
| 1995   | 2001   | Анник Ле Лош     | Социалистическая партия                                             | предприниматель, депутат Национального собрания Франции            |
| 2001   | 2008   | Тьерри Мавик     | Объединение в поддержку Республики Союз за народное движение        | специалист по информационным технологиям                           |
| 2008   | 2014   | Даниэль Куик     | Социалистическая партия                                             | пенсионер                                                          |
| 2014   | 2016   | Тьерри Мавик     | Союз за народное движение Республиканцы                             | специалист по информационным технологиям, член Совета департамента |
| 2016   |        | Стефан Ле Доаре  | Республиканцы                                                       | геодезист, член Совета департамента                                |

## Города-побратимы
- Шлайден, Германия
- Бетансос, Испания

## Знаменитые уроженцы
- Марсель Ландовски (1915-1999), композитор и культуролог
- Виолетт Верди (1933-2016), балерина, педагог и деятель хореографии. Солистка труппы Нью-Йорк Сити балет в 1958—1977 годах, руководитель балета Парижской оперы (1977—1980), с 1980 — содиректор Бостонского балета.

## Галерея

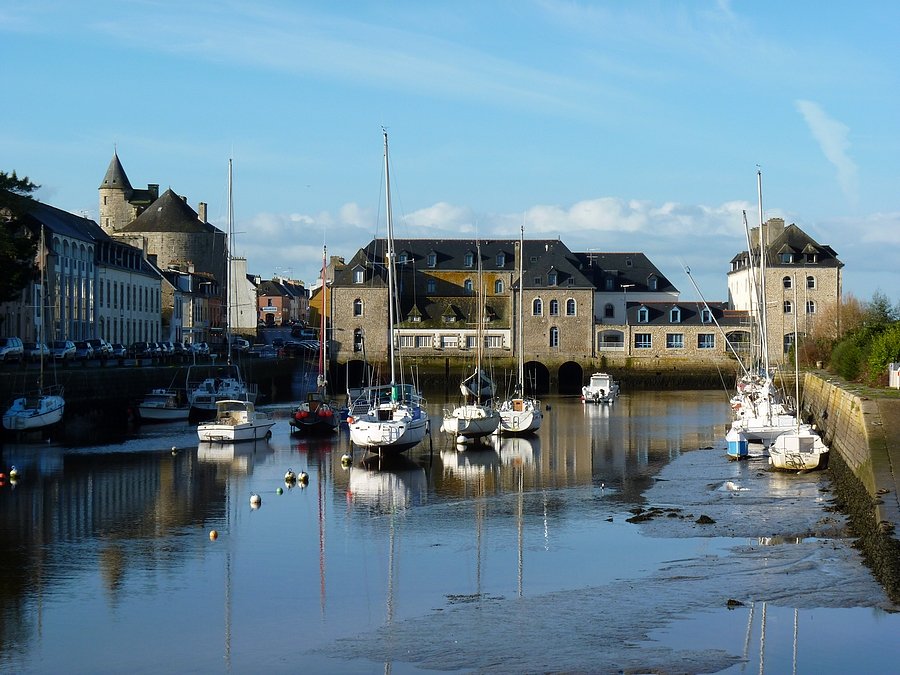
Порт Пон-л’Аббе
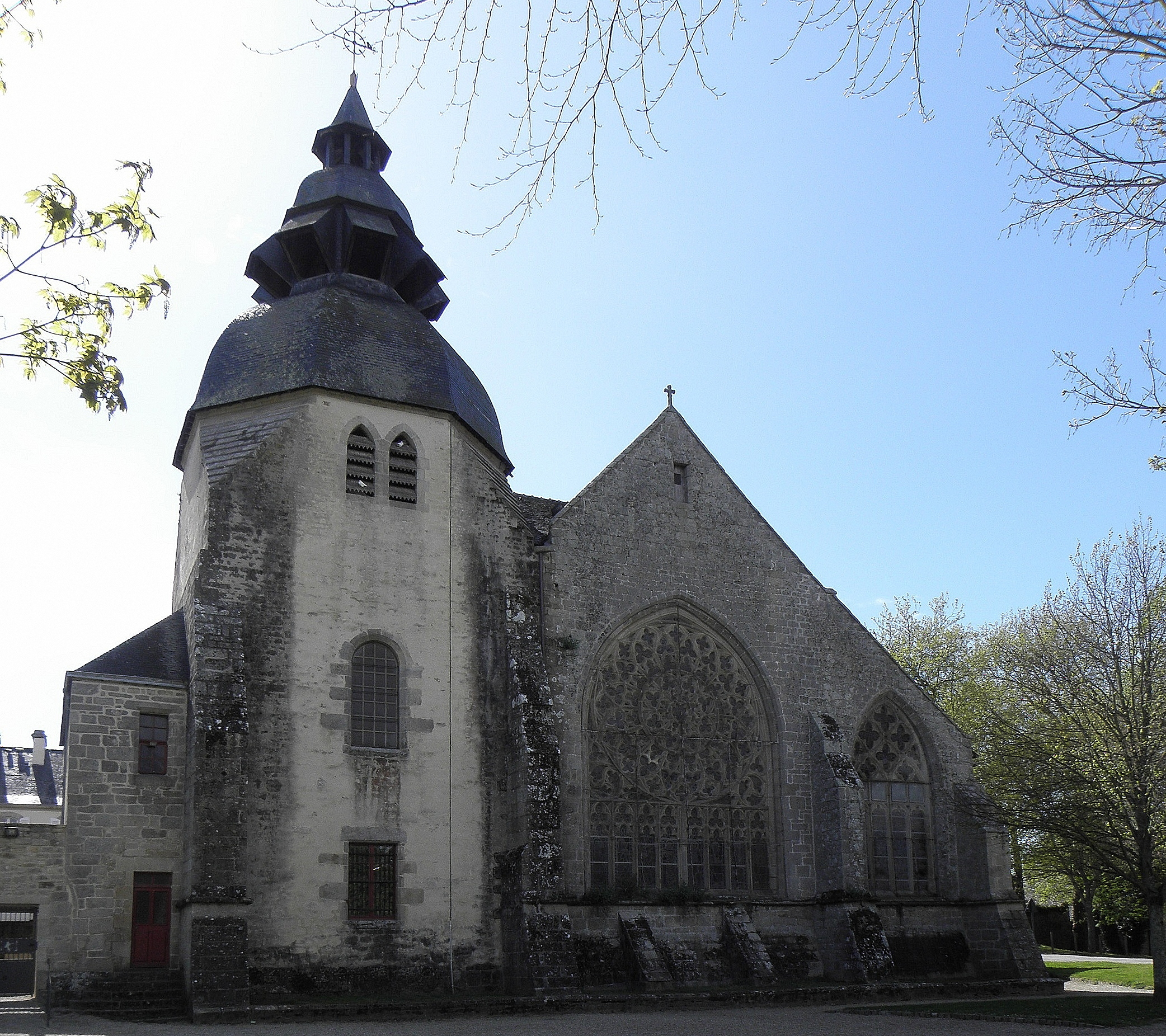
Церковь Нотр-Дам
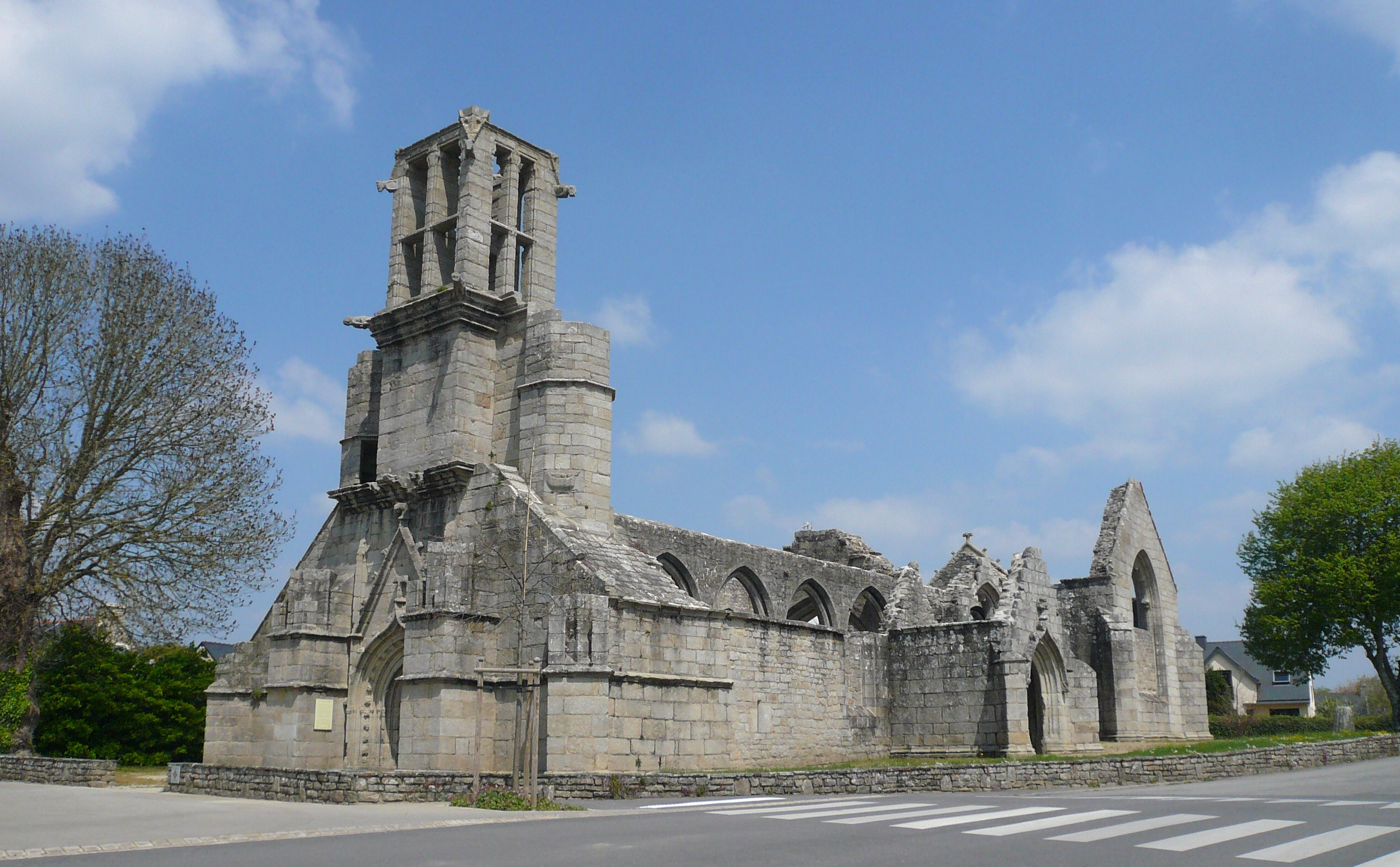
Церковь Святого Жака
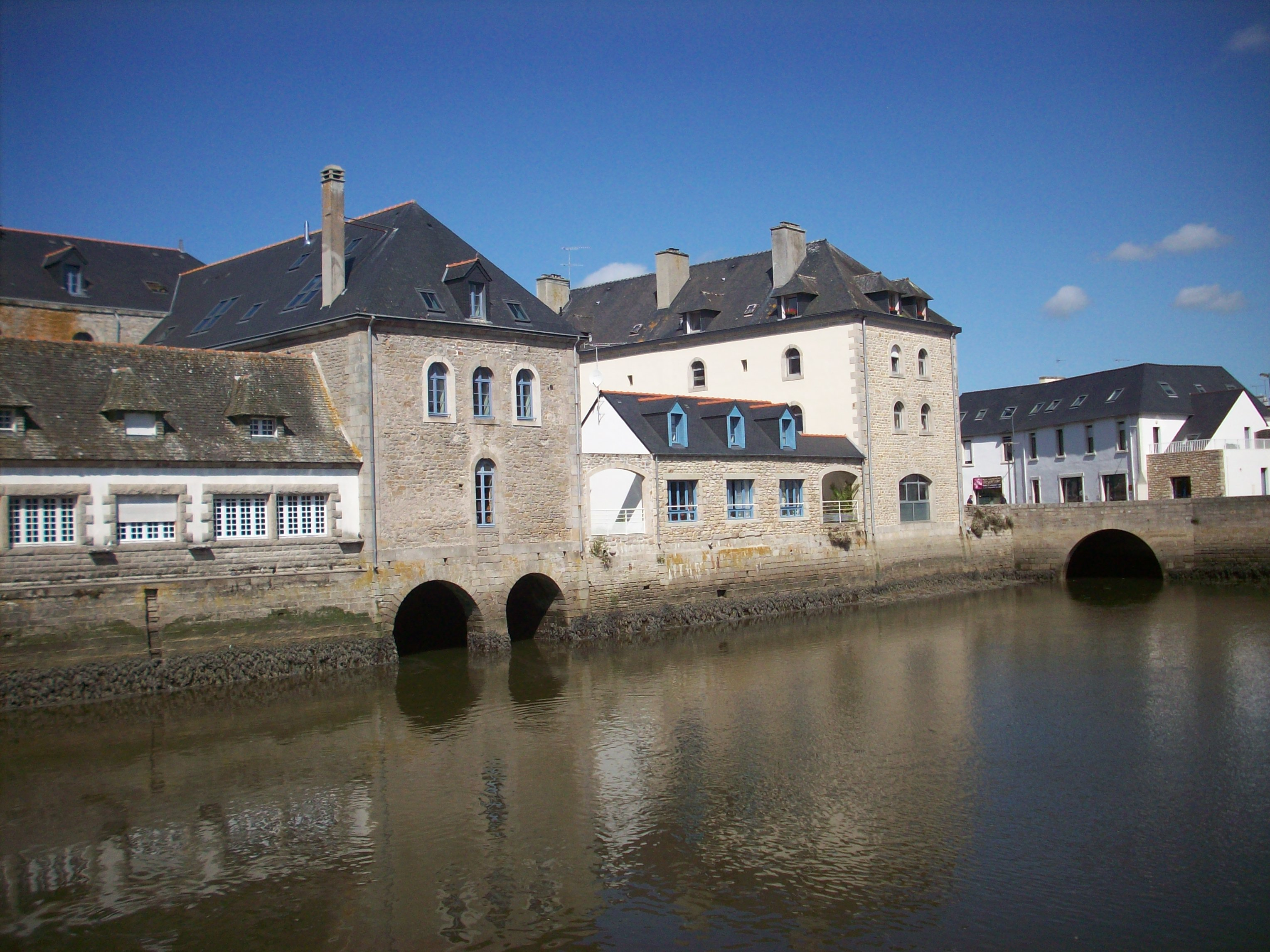
Исторический центр

1. 1 2  база данных о французских коммунах — Национальный географический институт Франции, 2015.